# Ipoplasia del condilo mandibolare
L'ipoplasia del condilo mandibolare è una deformità causata da un condilo mandibolare più piccolo rispetto al normale.

## Eziologia
La condizione può essere congenita (legata ad anomalie dello sviluppo durante la vita fetale, ad esempio un'esposizione a radiazioni) oppure legata a traumi o infezioni avvenuti dopo la nascita. la malattia può essere anche idiopatica.

## Presentazione clinica
Le deformità che si acquisiscono comprendono deviazione e allungamento del mento verso il lato affetto, oltre ad un certo livello di "pienezza" del volto. 
La deviazione può provocare malocclusione.

## Diagnosi
La diagnosi si basa sull'anamnesi di un'asimmetria facciale progressiva durante il periodo della crescita e sull'evidenza ai raggi X di deformità condilare e di incisura antegoniale.

## Trattamento
L'anomalia può essere trattata tramite posizionamento di un innesto osseo prelevato dalla mandibola, che può essere allungato tramite distrazione osteogenetica.